# Dirk Beliën
Dirk Beliën (Antwerpen, 6 augustus 1963) is een Belgisch filmregisseur.

## Biografie
Beliën begon zijn hogere studies aan het departement Rechten van de Ufsia (Universiteit Antwerpen). Al snel zou hij deze opleiding verlaten om te starten aan het RITS (het departement Audiovisuele en Dramatische Kunsten en Technieken van de Erasmushogeschool Brussel). Na het RITS begon hij als professioneel copywriter.
Het eerste filmscript dat Beliën schreef was Jingle Bells, gebaseerd op waar gebeurde feiten. Gert, een twintiger, wordt door een zieke bejaarde opgelicht waarop hij 's nachts door de straten van Brussel doolt, op zoek naar de dader. Het leverde hem in 1993 een nominatie op voor de VRT-scriptwedstrijd. Daarna volgde hij een workshop Scriptwriting bij Robert McKee. Na drie jaar had hij voldoende fondsen om Jingle Bells te draaien. De hoofdrollen werden vertolkt door Bart De Pauw, Tine Van den Brande en Daan Hugaert. Mathias Sercu speelde een van zijn eerste rollen in Jingle Bells. In 1997 schreef en regisseerde hij zijn tweede korte film: Straffe koffie. Het verhaal stelde koppelprogramma's zoals Blinde Date (VTM), gepresenteerd door Ingeborg, aan de kaak. Straffe Koffie neemt de kijker mee achter de schermen van reality shows die in de jaren negentig uitgroeiden tot kijkcijferkanonnen. Ingeborg bekende in 2012 dat Blind Date één groot opgezet spel was. Opnieuw vertolkte Bart De Pauw de hoofdrol. Tegenspeelster was Geena Lisa. Andere rollen waren voor Koen De Bouw, Filip Peeters, Gene Bervoets en Herbert Bruynseels. De derde korte film, Fait d'hiver, volgde in 2001. Tom Van Dyck kroop in de huid van een gestresseerde zakenman die het thuisfront verwittigt dat hij opgehouden is in een file. In 2003 werd Fait d'hiver genomineerd voor een Oscar. Na de korte films regisseerde Dirk Beliën in 2003 De zusjes Kriegel, een jeugdthriller gebaseerd op het gelijknamige boek van jeugdschrijver Marc de Bel. Beliën werkte voor al zijn films nauw samen met scenarist Johan Verschueren.